# سوشنگه
سوشنگه (به لهستانی:  Sośnie) یک روستا در لهستان است که در گمینا سوشنگه واقع شده‌است. سوشنگه ۱٬۰۰۰ نفر جمعیت دارد و ۱۲۹ متر بالاتر از سطح دریا واقع شده‌است.